# Bénévent
Pour les articles homonymes, voir Bénévent (homonymie).
Bénévent (en romain Maleventum puis Beneventum, en italien Benevento) est une ville d'environ 58 800 habitants, chef-lieu de la province du même nom en Campanie (Italie).

## Géographie
Benevento se trouve à 50 km au nord-est de Naples, dans l'Italie méridionale.
Elle est située sur une colline à 135 mètres d'altitude au confluent du Calore Irpino et du Sabato.

### Climat
Il existe une nette différence entre le climat maritime, doux et agréable, des régions de Naples et de Caserte et la région de Bénévent, où le climat est plus continental, avec des températures plus basses, des précipitations plus fréquentes et des brouillards et gelées nocturnes pendant l'hiver.
Ceci s'explique par les courants dominants humides venus de la mer Tyrrhénienne qui rencontrent ici les premiers remparts des Apennins, les monts Taburno et Partenio, derrière lesquels la température s'abaisse; au contact d'une atmosphère moins chaude et plus humide l'air se condense et déclenche des précipitations.
Le climat de Benevento est de type apennin, avec une température annuelle moyenne de 15,8 °C. La température moyenne du mois le plus froid (janvier) est de 7,1 °C., et du mois le plus chaud (août) de 24,7 °C. Les précipitations dépassent 700 mm par an et se concentrent sur l'automne et l'hiver. Les chutes de neige sont fréquentes en hiver. Le record de chaleur fut enregistré le 18 juillet 1884 avec 42 °C, tandis que le record de froid date du 21 janvier 1891 avec −11 °C. L'humidité atteint rarement la saturation. Elle est normalement de 72 % en période hivernale et de 57 % en été.
| Mois                     | Jan. | Fév. | Mars | Avr. | Mai  | Juin | Juil. | Août | Sep. | Oct. | Nov. | Déc. | Année |
| ------------------------ | ---- | ---- | ---- | ---- | ---- | ---- | ----- | ---- | ---- | ---- | ---- | ---- | ----- |
| Température moyenne (°C) | 7,1  | 8,4  | 10,7 | 13,9 | 17,8 | 22,2 | 24,5  | 24,7 | 21,7 | 16,6 | 12,3 | 9,6  | 15,8  |
| Précipitations (mm)      | 71   | 71   | 54   | 52   | 53   | 36   | 14    | 30   | 54   | 76   | 94   | 90   | 695   |

## Histoire

### Antiquité
Benevento occupe l'emplacement du Beneventum (« Bon événement ») antique, nommé à l'origine Maleventum, qui signifie l'emplacement du « Mauvais événement ». En latin, Maleventum était associé à la racine Mal-, « mauvais ». La toponymie moderne y voit plutôt une racine pré-latine signifiant « montagne » ; Maleventum signifierait donc « Ville de montagne », d'après son emplacement sur une colline.
À l'époque impériale, on la disait fondée par Diomède à la suite de la guerre de Troie. Benevento était la capitale des Hirpins, peuple de la confédération des Samnites ; ces derniers y trouvèrent refuge après leur défaite contre Rome en 314 av. J.-C. Après leur victoire sur Pyrrhus en 275, les Romains s'y installèrent et la renommèrent bientôt Beneventum, pour le présage. Grâce à son emplacement stratégique, ils firent de cette ville une forteresse naturelle quasi imprenable.

### Moyen Âge
À la fin de l'Antiquité, Bénévent est prise par les Wisigoths en 410, puis les Vandales en 455. Après la chute de l'Empire romain d'Occident elle est conquise par les Goths en 490.
Libérée par les Byzantins de Bélisaire en 536, Bénévent est conquise et ravagée en 545 par Totila, roi des Ostrogoths d'Italie qui la rase et, vers 571, elle est prise par un détachement de Lombards venus du Nord de l'Italie, dirigés par le duc Zotton, premier duc lombard de Bénévent ; ce puissant duché se rend très vite autonome par rapport au roi des Lombards, siégeant à Milan puis à Pavie et ne fut qu'épisodiquement soumis au pouvoir royal.
En 662, le duc Grimoald devient roi des Lombards et rattache Bénévent au royaume lombard. Le Bénévent tombe plus tard aux mains des Normands dirigés par le comte Drogon d'Apulie (1047), avant d'être vendue (?) à la Papauté en 1053 : elle devient dès lors possession papale et constitue une enclave des États pontificaux — gouvernée par les recteurs pontificaux — dans le royaume de Naples. Cette situation paradoxale dure jusqu'en 1806, lorsque Napoléon l'accorde à Talleyrand avec le titre de prince de Bénévent. Rendue au pape en 1814, elle est réunie au royaume d'Italie en 1860.
Entre-temps, Manfred de Hohenstaufen y avait perdu la vie en 1266 dans la célèbre bataille provoquée par Charles d'Anjou à la demande du pape.

### XIXesiècle
En 1806, Bénévent devient la capitale de la principauté de Bénévent, instituée par Napoléon Ier et confiée à Talleyrand.

## Culture
Bibliothèque provinciale "Antonio Mellusi", palais Terragnoli, rue Magistrale.

## Sport
La ville abrite le club de Benevento Calcio, qui joue dans le stade de Stade Ciro-Vigorito.

## Monuments et patrimoine

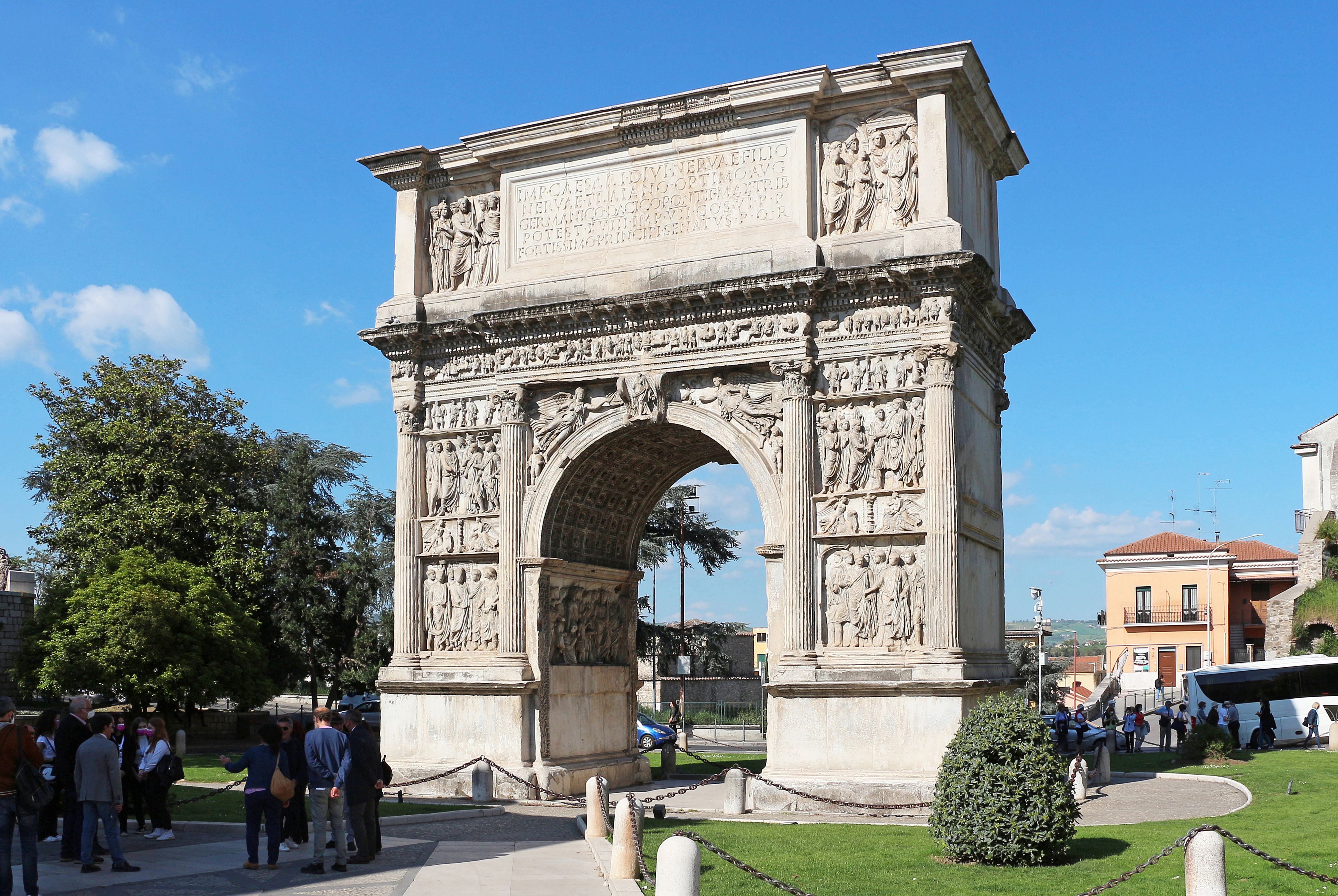
L'arc de Bénévent, érigé sous Trajan.

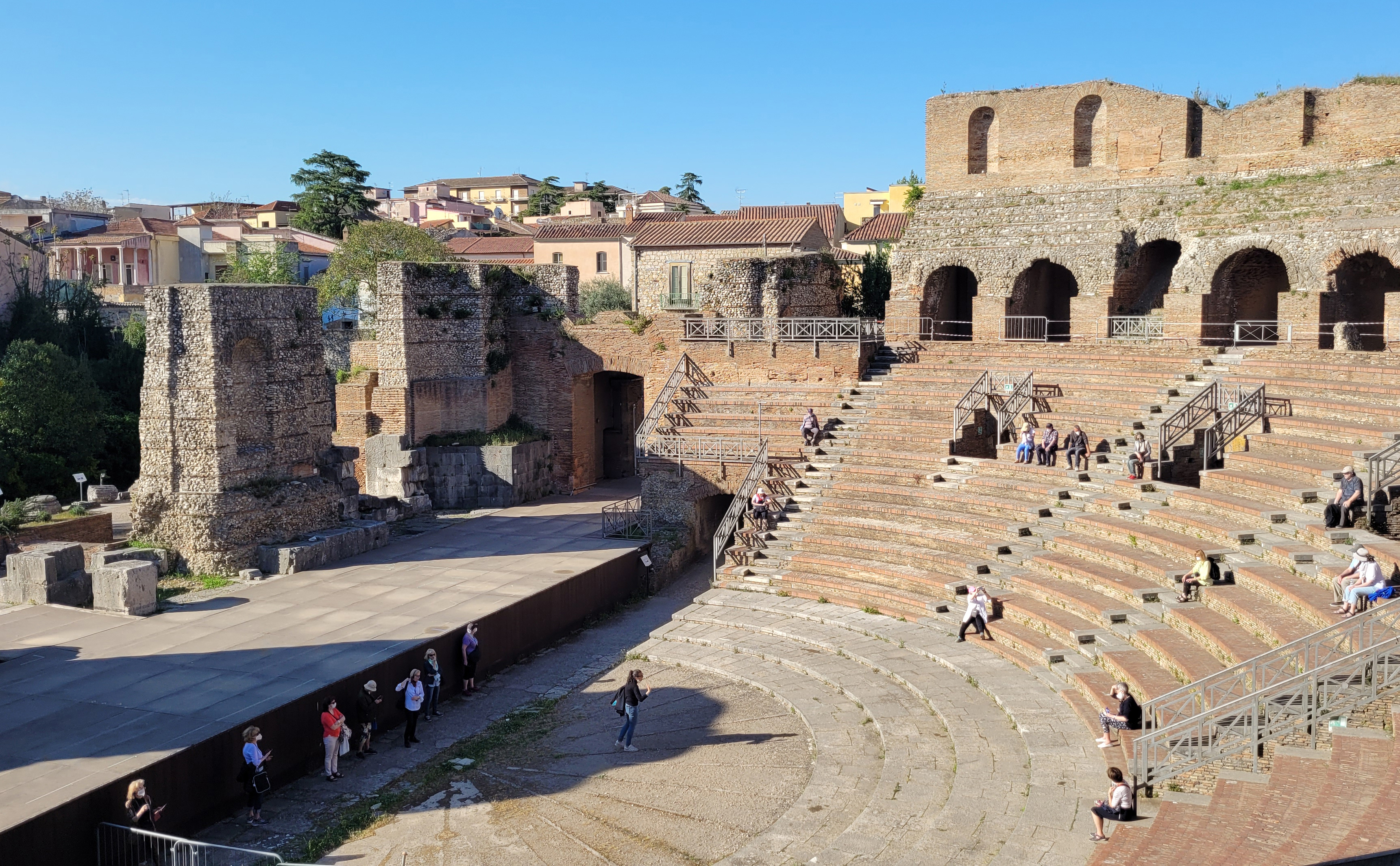
Le théâtre romain.

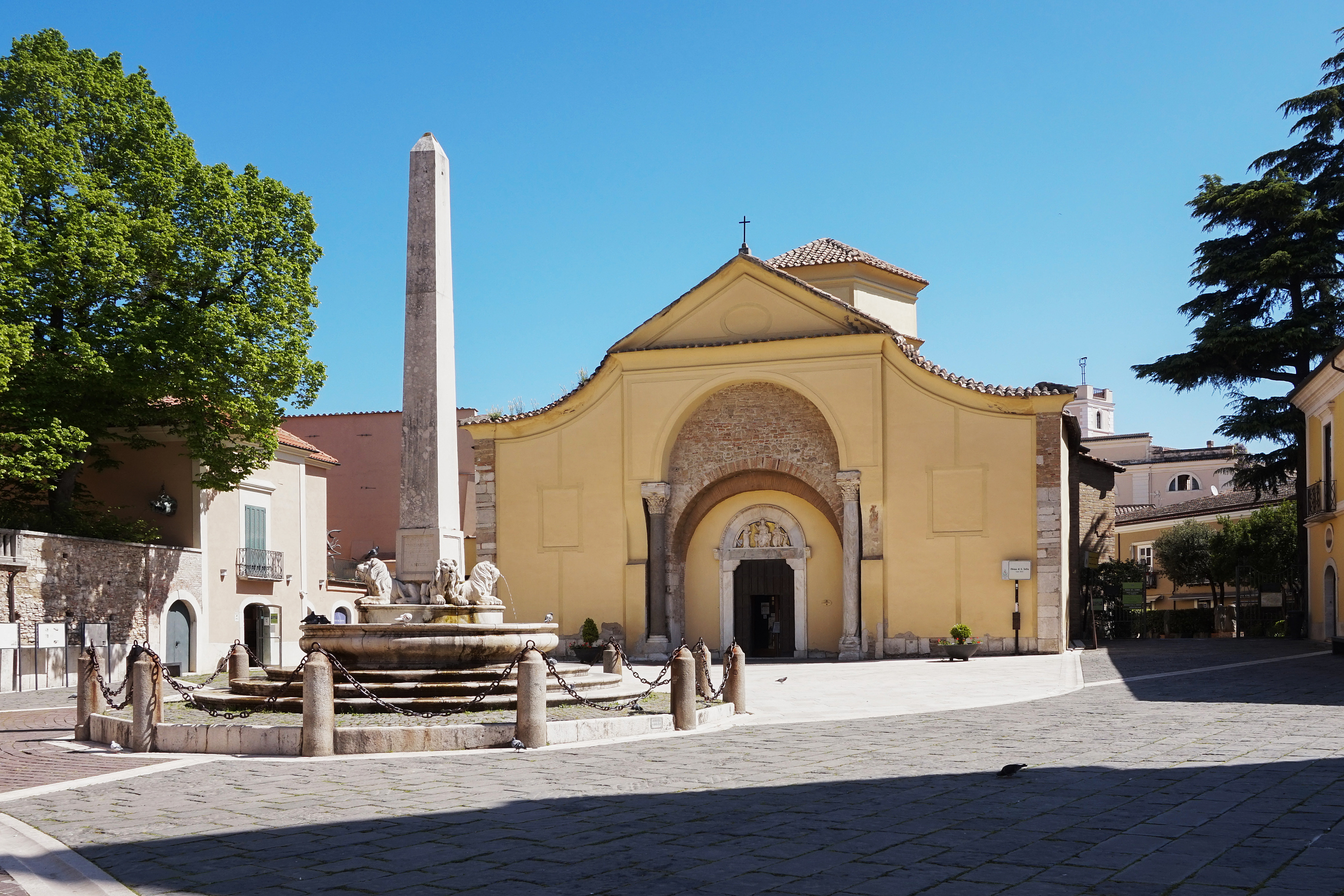
L'Église Sainte-Sophie.

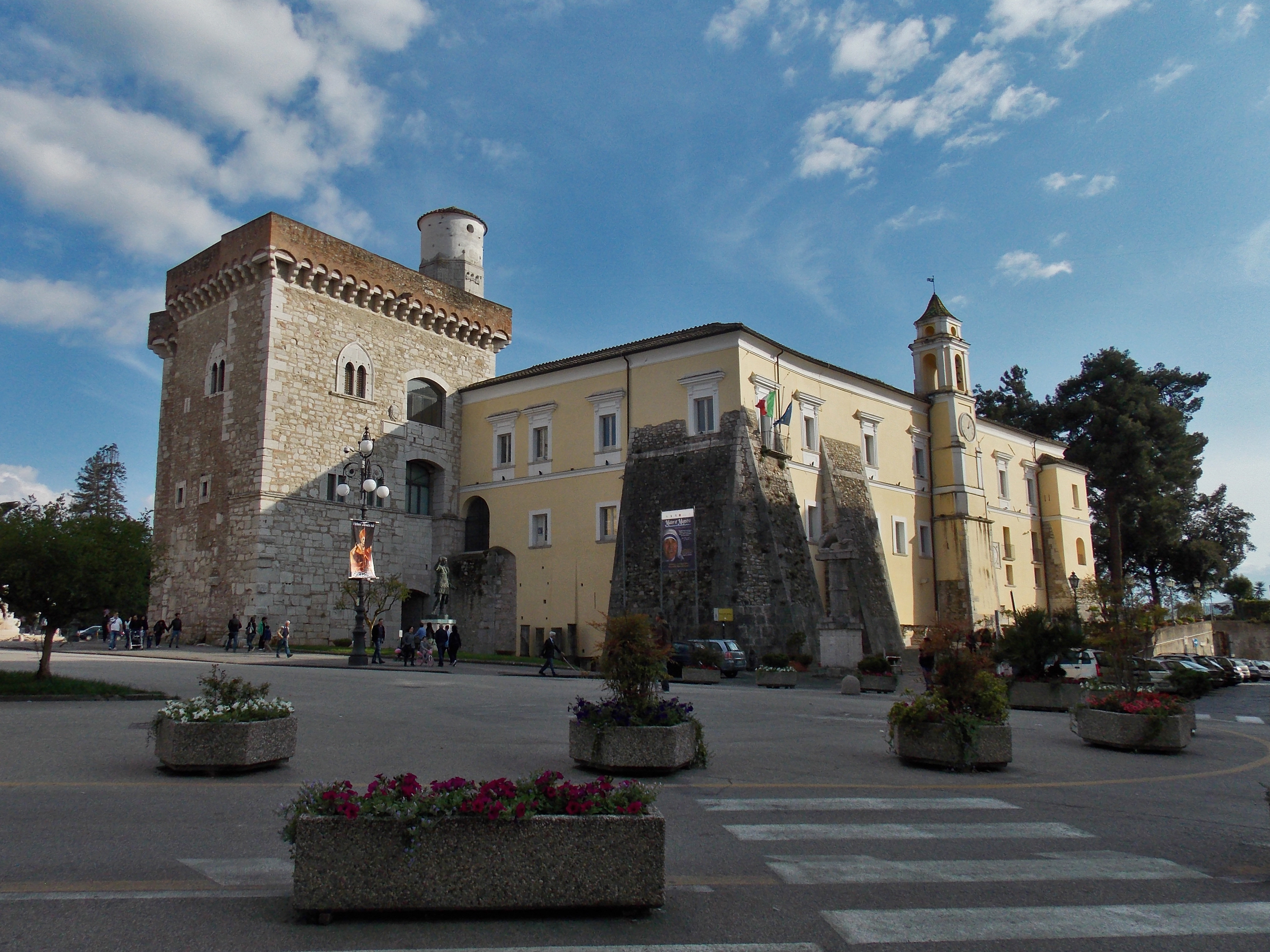
Rocca dei Rettori.

Bénévent est une ville intéressante malgré les dégâts engendrés par de fréquents tremblements de terre. L'importance de Bénévent dans les périodes classiques est confirmée par les nombreux vestiges antiques qu'elle possède, dont les plus célèbres sont :
- L'arc de triomphe érigé en l'honneur de l'empereur Trajan par le sénat et les habitants de Rome en l'an 114 apr. J.-C. C'était l'entrée de la ville par la Via Traiana reliant Rome à Brindisi.
- L'obélisque provenant du temple d'Isis à Bénévent ;
- Le cryptoportique de Santi Quaranta ;
- Le théâtre romain antique inauguré en 126 par Hadrien, il mesure 90 m de diamètre et pouvait contenir 10 000 spectateurs. Il reste la cavea, la scène et deux des trois niveaux d'arches qu'il comptait.
- Les vestiges des thermes romains dans le quartier Triggio et la zone de la Casa Campi.
- Les vestiges de l'amphithéâtre romain, proche du pont Loproso.
- Le Pont Leproso est un pont romain construit au IVe siècle av. J.-C. par le censeur Appius Claudius Caecus, restauré par Septime Sévère et Caracalla
- L'église Sainte-Sophie, édifice circulaire d'inspiration byzantine datant de la période lombarde et consacrée sous le règne du duc Arigis II de Bénévent vers 760, maintenant modernisé, et dont le toit est soutenu par six colonnes antiques ; son cloître, daté de la fin du XIIe siècle, est construit à l'aide de fragments des bâtiments antiques antérieurs ;
- La cathédrale du XIIIe siècle, qui possède des portes en bronze, ornées de bas-reliefs. L'intérieur, soutenu par des colonnes antiques, contient des ambons et un candélabre de l'an 1311 ;
- La Basilique Notre-Dame-de-Grâces, élevée au rang de basilique mineure en 1957.
- L'Église Santa Teresa (it)
- Les Murailles de Bénévent édifiées par les Lombards entre les VIe et VIIIe siècles.
- La Rocca dei Rettori, château du XIVe siècle qui occupe le point le plus élevé de la ville. Il est constitué de deux parties : le Torrione, construit par les Lombards au IXe siècle, et le Palais des Gouverneurs, construit par les recteurs du Pape à partir du 1320.

## Particularités religieuses
La ville est le siège de l'Archidiocèse de Bénévent.

## Administration
| Période                                  | Période  | Identité                   | Étiquette | Qualité |
| ---------------------------------------- | -------- | -------------------------- | --------- | ------- |
| 1943                                     | 1946     | Antonio Cifaldi            | UDN       |         |
| 1947                                     | 1949     | Salvatore Pennella         | DC        |         |
| 1949                                     | 1952     | Vincenzo Cardone           | PLI       |         |
| 1952                                     | 1952     | Alfredo Zazo               | PNM       |         |
| 1952                                     | 1954     | Alberto Cangiano           | MSI       |         |
| 1954                                     | 1955     | Antonio Rivellini          | PNM       |         |
| 1955                                     | 1956     | Giuseppe D'Alessandro      | MSI       |         |
| 1956                                     | 1963     | Mario Rotili               | DC        |         |
| 1963                                     | 1965     | Ciriaco del Pozzo          | DC        |         |
| 1965                                     | 1967     | Pasquale Meomartini        | DC        |         |
| 1967                                     | 1968     | Antonio Tibaldi            | PSI       |         |
| 1970                                     | 1974     | Luigi Facchiano            | DC        |         |
| 1974                                     | 1977     | Pasquale Columbro          | DC        |         |
| 1977                                     | 1980     | Ernesto Mazzoni            | DC        |         |
| 1980                                     | 1980     | Silvio Ferrara             | PRI       |         |
| 1980                                     | 1982     | Nicola Di Donato           | DC        |         |
| 1982                                     | 1992     | Antonio Pietrantonio       | DC        |         |
| 1992                                     | 1993     | Raffaele Verdicchio        | DC        |         |
| 1993                                     | 2001     | Pasquale Viespoli          | AN        |         |
| 2001                                     | 2006     | Sandro Nicola D'Alessandro | CDL       |         |
| 2006                                     | 2016     | Fausto Pepe                | UDEUR     |         |
| 2016                                     | En cours | Clemente Mastella          | UDEUR     |         |
| Les données manquantes sont à compléter. |          |                            |           |         |

### Hameaux
Acquafredda, Cancelleria, Cardoni, Cardoncielli, Capodimonte, Chiumiento, Ciofani, Masseria La Vipera, Caprarella, Ciancelle, Epitaffio, Francavilla, Imperatore, Madonna della Salute, Masseria del Ponte, Mascambruni, Montecalvo, Olivola, Pacevecchia, Pamparuottolo, Perrottiello, Piano Cappelle, Pino, Roseto, Rosetiello, San Chirico, San Cumano, San Domenico, Sant'Angelo a Piesco, San Vitale, Scafa, Sponsilli, Torre Alfieri, Vallereccia

### Évolution démographique
Habitants recensés

### Ethnies et minorités étrangères
Selon les données de l’Institut national de statistique (ISTAT) au 1er janvier 2011 la population étrangère résidente (déclarée) était de 1072 personnes.
Les nationalités majoritairement représentatives étaient :
| Pos. | Pays     | Population |
| ---- | -------- | ---------- |
| 1    | Ukraine  | 439        |
| 2    | Roumanie | 247        |
| 3    | Albanie  | 64         |
| 4    | Chine    | 55         |
| 5    | Maroc    | 54         |

## Personnalités

### Personnalités nées à Bénévent
- Marcus Rustius Rufinus, tribun de la VIe cohorte des vigiles à Ostie en 190.
- Lucius Orbilius Pupillus, grammairien, tuteur d'Horace, en -113 approximativement.
- Saint Piat, patron de Seclin, France
- Saint Janvier, patron de Naples, Italie.
- Saint Barbatus, évêque de Benevent, seconde moitié du VIIe siècle.
- Victor III (1027-1087), pape
- Grégoire VIII (XIIe siècle), pape
- Niccolò Franco (1515-1570), poète et écrivain
- Filippo Raguzzini (1680-1771), architecte
- Joseph Moscati (1880-1927), chercheur scientifique, médecin, enseignant, saint de l'Église catholique
- Ferdinando Meomartini (it) (1908-2003), journaliste, pilote automobile et essayiste
- Mario Vetrone (it) (1914-1981), physicien, mathématicien et homme politique
- Pietro Koch (1918-1945), militaire chargé de la lutte anti-partisane dans l'Italie fasciste
- Angela Ianaro (née en 1967), femme politique
- Antonio Sancho de Benevento (XVIe siècle), artiste orfèvre de la Renaissance espagnole et moine du monastère Saint-Jérôme de Cotalba, près de Gandia (Valence), Espagne.
- Mario Bonelli[5],doyen des maitres d'escrime et fondateur d'un cercle d'escrime. Mort à 106 ans (1904-2011).

### Personnalités ayant vécu à Bénévent
- Raymond Guilhem de Budos (ca 1270 - 1323), neveu de Clément V, seigneur de Clermont, Lodève, Budos, Beaumes-de-Venise, Bédoin, Caromb, Entraigues, Loriol et Mormoiron, gouverneur de Bénévent, Maréchal de la Cour pontificale et Recteur du Comtat Venaissin de 1310 à 1317.
- Cadou (522-570), saint chrétien brittonique, originaire du comté de Glamorgan au Pays de Galles, ermite de la christianisation celtique en Létavie (Bretagne française), à la suite des invasions anglo-saxonnes au VIe siècle, y mourut. Il fut évêque de Bénévent.

### Personnalités mortes à Bénévent
- Manfred Ier de Sicile (1232-1266), fils de l'empereur Frédéric II du Saint-Empire, roi de Sicile

### Prince de Bénévent
- En 1806, Talleyrand reçut de Napoléon le titre du « prince de Bénévent ».